# City of Worcester
City of Worcester är ett distrikt (motsvarande kommun) i grevskapet Worcestershire i England, Storbritannien. Distriktet har 104 120 invånare (2022). Distriktet består av staden Worcester med omgivning. Större delen av distriktet saknar civil parishes, men det finns två civil parishes, St. Peter the Great County och Warndon.